# 요카역
요카역(일본어: 八鹿駅, ようかえき)은 일본 효고현 야부시에 있는 서일본 여객철도의 철도역이다. 특급을 포함한 모든 정기 여객 열차가 정차한다.

## 역 구조
단식·섬식 2면 3선 구조의 지상역으로, 대피 및 교행이 가능하다. 도요오카역이 관리하며, 영업을 JR 서일본 후쿠치야마 메인텍이 대신하는 업무 위탁역이다. 역사는 단식 구조로 되어 있는 1번 승강장 쪽에 있으며, 섬식인 2·3번 승강장과는 구름다리로 연결되어 있다.

### 승강장
| 1   | ■ 산인 본선 | 도요오카 · 기노사키온센 방면  |  |
| 2·3 | ■ 산인 본선 | 와다야마 · 교토 · 오사카 방면 |  |

3번 승강장은 일부 보통 열차만이 이용한다. 대피 시설이 갖추어져 있으나, 정기적인 특급 대피는 이루어지지 않는다.

## 역세권 정보
- 야부시청사
- 국도 제312호선
- 유뮤라 온천

## 역사
- 1908년 7월 1일 - 일본국유철도의 와다야마역 ~ 요카 역 구간 개통과 동시에 개업.
- 1912년 3월 1일 - 반탄 선의 지선 및 산인히가시 선의 일부였던 후쿠치야마역 ~ 와다야마역 ~ 가스미역 구간이 아마루베 철교의 개통으로 산인 본선에 통합되었다.
- 1987년 4월 1일 - 민영화에 따라 서일본 여객철도의 소속이 되었다.

## 인접역
| 서일본 여객철도 산인 본선 | 서일본 여객철도 산인 본선 | 서일본 여객철도 산인 본선         |
| ------------------------- | ------------------------- | --------------------------------- |
| 야부 교토 방면            | ■ 산인 본선               | 에바라 기노사키온센·하마사카 방면 |